# Chevrolet Explorer

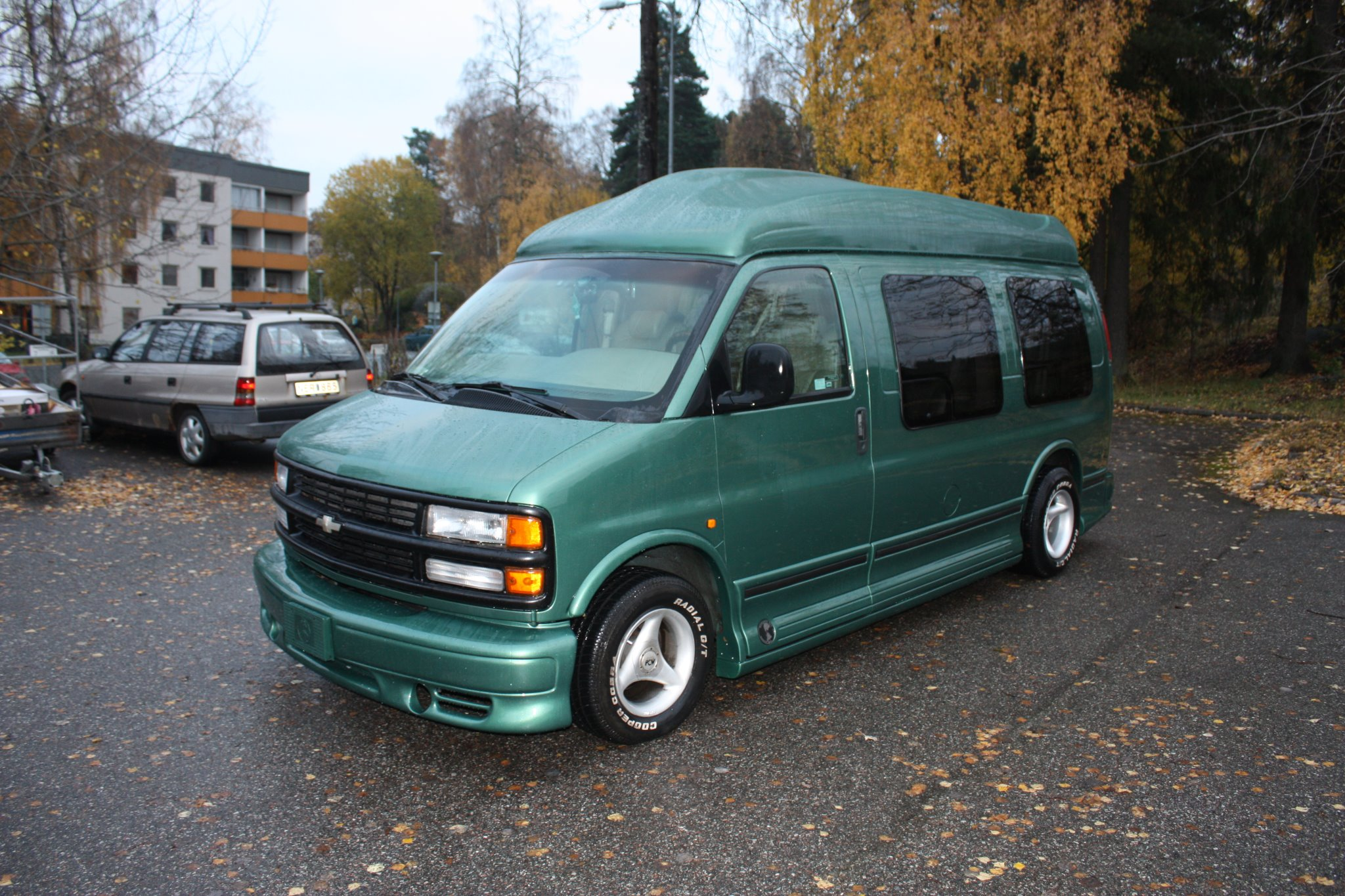
1998 Explorer framifrån.

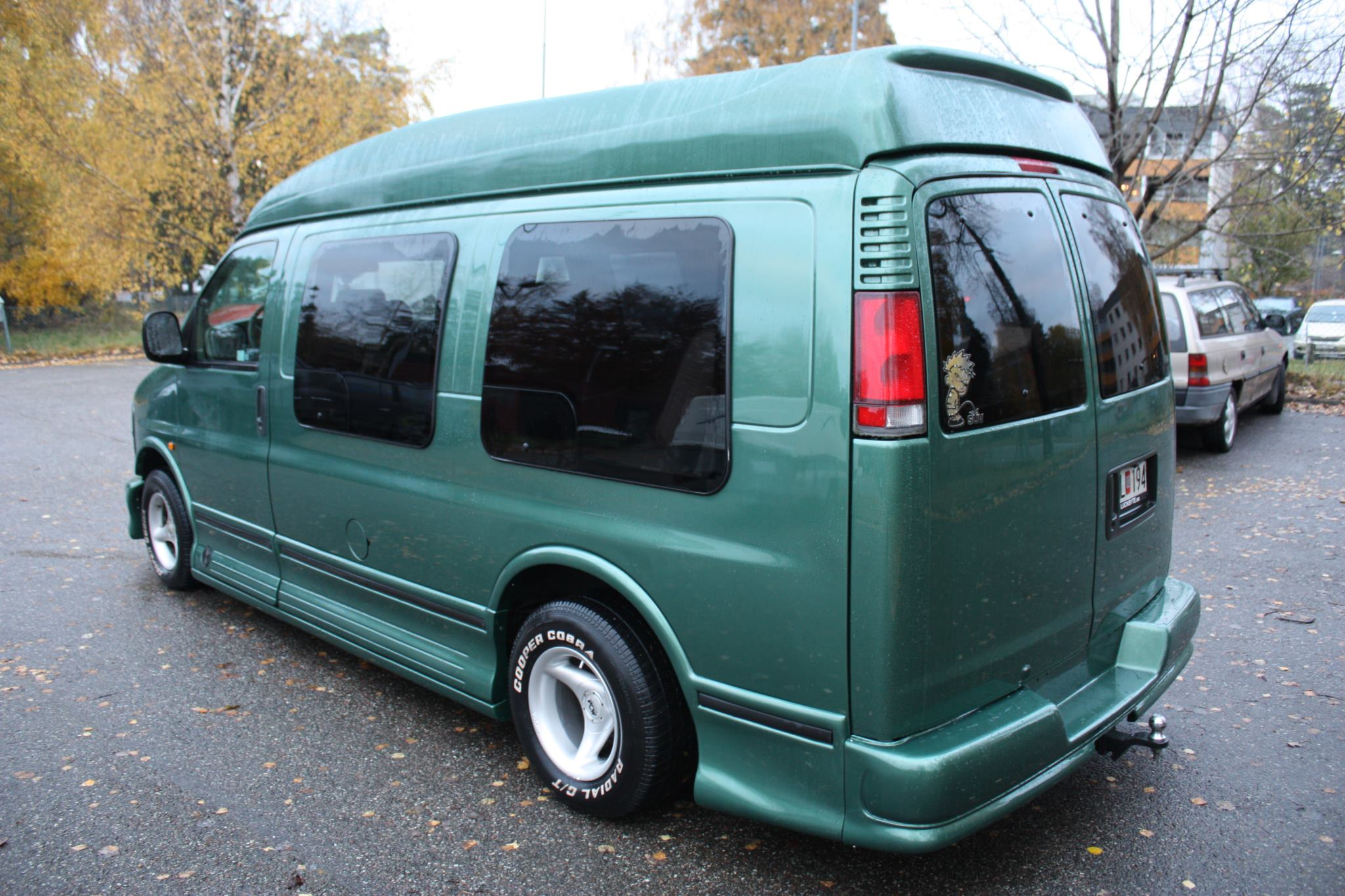
Chevrolet Explorer.

Chevrolet Explorer/GMC Explorer är en fullstor van i grunden baserad på Chevrolet Express/GMC Savana. 
Astro/Safari Explorer är en minibuss som i grunden baseras på Chevrolet Astro/GMC Safari.
General Motors tillverkar karossen och bilarna färdigställs i Explorer Companys fabrik i Warsaw, Indiana.
Explorer-serien lanserades under tidigt 80-tal men 1998 skedde en stor förändring i tillverkningen, Explorer-vans som baserades på Express-karossen fick ett helt nytt bodykit som väckte mycket uppmärksamhet, utöver detta kom vanarna med bland annat flera tv-apparater, kylda/värmda dryckeshållare, Super Nintendo och Nintendo 64, DVD, VHS och digital TV boxar, specialsydd skinn/massiv amerikansk valnöt/plyschinredning... Allt detta mot en totalkostnad om cirka 215.000 dollar (Motsvarande strax under 2.000.000 SEK 1998)
Bilarna specialanpassas efter kunders önskemål.
Under 2000-talet har Explorer Company även börjat tillverkat vanar som baseras på andra bilmärken än Chevrolet/GMC, även om företaget är mest känt för sina extremt lyxiga, modifierade modeller av Chevrolet/GMC Express. Även priset på en Explorer har sjunkit avsevärt sedan millennieskiftet. En bättre begagnad Explorer från 1998 kan man hitta för runt 200.000 svenska kronor, vilket motsvarar 10% av nypriset.